# Augustin Jacob Landré-Beauvais
Augustin Jacob Landré-Beauvais, né le 4 avril 1772 à Orléans et mort le 27 décembre 1840 à Paris, est un chirurgien français, connu pour être l'auteur, en 1800, de la première description moderne de ce qui sera appelée polyarthrite rhumatoïde.

## Biographie

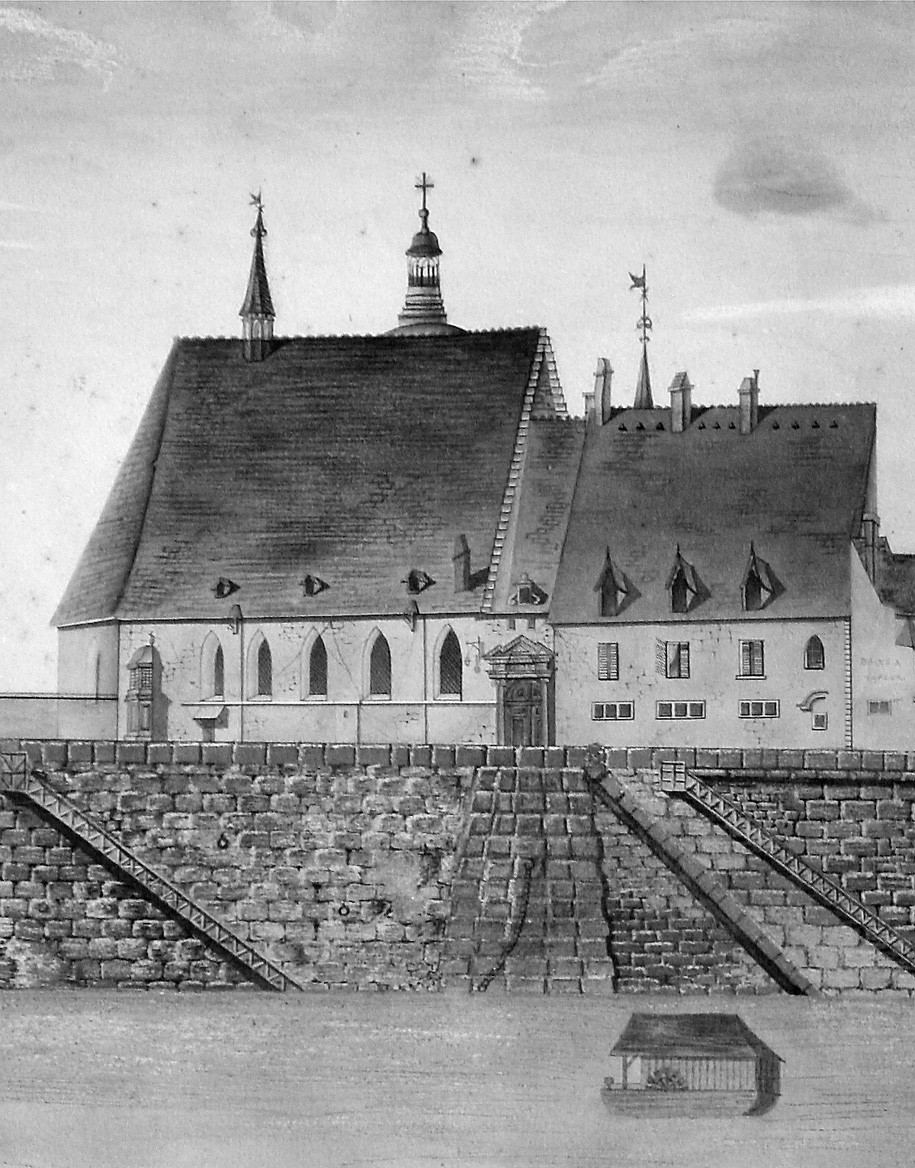
L'hôpital de Chalon sur Saône, aquarelle du XIXe siècle.

Son père Joseph François était trésorier général de la généralité d'Orléans. 
Né à Orléans, le 4 avril 1772, il est l'élève du chirurgien Pierre Joseph Desault (1738-1795) à Paris en 1790. En 1792, il quitte Paris pour se rendre à Lyon auprès de Marc-Antoine Petit (1766-1811). En 1793, il est chirurgien en second à l'hospice civil et militaire de Chalon-sur-Saône.  
En 1795, il entre à l'école de santé de Paris. En 1799, il est aide-médecin à l'hôpital de la Salpêtrière, à la demande de Philippe Pinel (1745-1826). Il est reçu docteur en 1800, et en 1801, médecin-adjoint à la Salpêtrière, où il donne des cours de séméiologie clinique. 
En 1815, Il est médecin de Polytechnique et médecin consultant de Louis XVIII ; et en 1823 professeur de clinique médicale à la Salpêtrière, et doyen de la Faculté de médecine de Paris. 
Il est révoqué de son poste de doyen en 1830 sur l'insistance du roi Louis-Philippe de France. Il meurt à Paris de tuberculose le 27 décembre 1840. 
Durant sa vie, il fut politiquement un conservateur de tendance modérée.

## Travaux

### Goutte asthénique primitive
Le 16 thermidor de l'an VIII, ou le 3 août 1800, Landré-Beauvais soutient sa thèse devant le président de son jury Philippe Pinel. Cette thèse de trente pages s'intitule « Doit-on admettre une nouvelle espèce de goutte sous la dénomination de goutte asthénique primitive ? ». Le début de la thèse est consacré à la goutte ordinaire, puis viennent des descriptions détaillées de neuf cas, tous féminins. 
La maladie commence par les doigts ou les poignets pour s'étendre aux autres articulations, avec finalement des déformations irréductibles. Ces patientes sont pâles et malingres, d'un milieu pauvre, contrairement aux goutteux habituels plutôt florides et rougeauds, des milieux aisés . Par rapport à la goutte ordinaire, l'atteinte est polyarticulaire d'emblée, les douleurs sont moins violentes mais plus durables. 

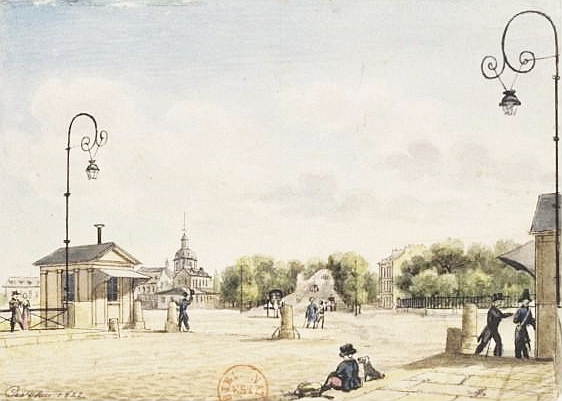
Boulevard de l'Hôpital, et l'Hôpital de la Salpétrière. Aquarelle de Christophe Civeton, 1822.

Le cas n°8 (femme morte à l'âge de 78 ans) fait l'objet d'une autopsie. Landré-Beauvais trouve dans les articulations pathologiques des tissus épaissis, du cartilage désorganisé, des fusions osseuses tuméfiées et cariées. 
Il attribue la maladie à une faiblesse constitutionnelle, un habitat froid et humide, et aux affections tristes de l'âme. Il propose comme traitement ceux de son époque : bains de vapeur, bains aromatiques, antispasmodiques et narcotiques. Il déconseille la saignée qui cause une faiblesse prolongeant la maladie. 

Sa description, qu'il identifie à tort comme une nouvelle forme de goutte, est maintenant considérée comme la première description moderne de polyarthrite rhumatoïde. Landré-Beauvais oppose cette « goutte asthénique primitive » au « rhumatisme » (rhumatisme articulaire aigu du point de vue moderne) : 
« Aussi la goutte asthénique primitive diffère-t-elle encore du rhumatisme en ce qu'elle dure plus longtemps, revient plus souvent et se guérit rarement, tandis que le rhumatisme aigu n'attaque qu'une ou deux fois dans la vie, ne dure pas si longtemps et se guérit plus aisément ».
Il insiste sur la fréquence des séquelles laissant des « articulations fort gonflées, difformes et même contournées ». Il semble entrevoir des lésions viscérales.
Avant Landré-Beauvais, plusieurs médecins, comme Thomas Sydenham (1624-1689) ou William Heberden (1710-1801) avaient déjà suggéré qu'une telle affection devait être distincte de la goutte, mais sans la précision clinique et les données anatomo-pathologiques qui permettent de l'identifier avec suffisamment de certitude.
La « goutte asthénique primitive » sera plusieurs fois renommée, dont rheumatoid arthritis par l'anglais Alfred Baring Garrod (en)(1819-1907)  en 1859, terme internationalement adopté en 1957. En français, la maladie est appelée « polyarthrite chronique évolutive » en 1931, puis « polyarthrite rhumatoïde » à partir de 1970 pour se rapprocher des règles internationales. 

### Autres
L'autre œuvre principale de Landré-Beauvais est Séméiotique, ou traité des signes des maladies (initialement publié en 1809) qui concerne les signes des maladies en général. Il est de ceux qui définissent le plus clairement la différence entre le signe et le symptôme : 
« Le signe est tout phénomène, tout symptôme, par le moyen duquel on parvient à la connaissance d'effets plus cachés [...] Le signe, dans son essence, est une conclusion que l'esprit tire des symptômes observés par les sens, au lieu que le symptôme n'est qu'une perception des sens. Le signe appartient plus au jugement, et le symptôme aux sens. Les signes des maladies ne peuvent exister sans les symptômes, c'est-à-dire sans une impression faite sur les sens. Les symptômes sont reconnus par tout le monde, il n'en est pas de même des signes [...] Le médecin seul découvre des signes dans ces symptômes ». 
Il collabore au Dictionnaire des sciences médicales et au Nouveau Dictionnaire de médecine ; et sous son administration de doyen paraissent le règlement général sur la discipline et la police intérieure des facultés (1825) ainsi que des modifications relatives au baccalauréat. 

## Distinctions
- Chevalier de la Légion d'honneur (1814).
- Membre de l'Académie de médecine (1821).